# Power (canção de Little Mix)
"Power" é uma canção do grupo feminino Little Mix presente em seu quarto álbum de estúdio, Glory Days. A canção foi lançada, com uma participação do artista britânico grime Stormzy, como quarto single oficial do álbum em 26 de maio de 2017. A mesma foi composta por Camille Purcell e James Abrahart e produzida por Robopop, Matt Rad, Steve James e Cottone. Liricamente, a canção fala sobre o empoderamento feminino. A versão remixada, com vocais de Stormzy foi inclusa na reedição do álbum Glory Days, "Glory Days: The Platinum Edition" (2017).

## Antecedentes
Em 2016, Little Mix anuncia o lançamento de seu quarto álbum de estúdio, intitulado Glory Days, que foi lançado mundialmente no dia 18 de novembro do mesmo ano. Antecedendo o lançamento do álbum o grupo lançou cinco singles promocionais e um single oficial, Shout Out to My Ex, single este que estreiou em primeiro lugar no Reino Unido e permaneceu no topo por três semanas consecutivas. Após o lançamento do primeiro single e do álbum em outubro e novembro respectivamente, Little Mix lançou em dezembro o segundo single Touch, e depois em março o grupo lançou o terceiro single No More Sad Songs, com o rapper norte-americano Machine Gun Kelly.

## Lançamento
Mais tarde em 19 de maio de 2017, pelo Twitter e Instagram oficial do grupo, elas anunciaram o lançamento oficial de seu quarto single, Power, com a participação do cantor grime Stormzy. Antecedendo o anúncio oficial do single, rumores surgiram na internet de uma possível parceria do grupo com Stormzy intitulada "All Over Me", a qual não foi confirmada por nenhuma das partes. Em abril de 2017, rumores de que "Power" viria a ser o quarto single do álbum "Glory Days" surgiram após vídeos do set de gravação de um vídeo com a música tocando de fundo surgirem na internet, aparentemente o que seria o vídeo clipe da canção; no vídeo é possível ouvir a música no fundo e podemos também ver as Drag Queens, Alaska Thunderfuck, Courtney Act e Willam Belli, ex-participantes do RuPaul's Drag Race. O vídeo foi dirigido por Hannah Lux Davis.

## Recepção da crítica
Lewis Corner do Digital Spy, relata, "Vroom vroom. Little Mix joga fogo nos motores de suas motos para se encontrarem no festival Tomorrowland. Guitarras twangy, caracteristico de músicas blue grass ou country, dão lugar a um coro tempestuoso eletrônico - e nos precisamos falar dos vocais das garotas nessa faixa. Essa é a mais feroz entrega com rosnados e grandes declarações no gancho. Você pode praticamente cheirar o pneu queimando nas estradas delas acelerando seus motores". John Aizlewood do Evening Standard, chamou a canção de "poderosa e feroz". Sylvie Devaney do NME declara que Little Mix lançou a faixa com o mais energético tema de empoderamento feminino.

## Videoclipe
O lançamento oficial do vídeo ocorreu no dia 9 de junho de 2017, através do canal oficial do grupo na Vevo. O mesmo foi dirigido por Hannah Lux Davis.

### Recepção da crítica
Gabe Bergado da Teen Vogue disse, "Power" é definitivamente uma das canções mais fortes do álbum "Glory Days", tudo sobre, bem, poder. Tudo sobre ter uma "força fodon*" e contar com ela. E o vídeo musical definitivamente incorpora essa vibração. Definitivamente há muito empoderamento e mensagens políticas através do vídeo — Apenas a imagem da marcha é uma reminiscência dos muitos protestos e marchas ao longo dos últimos meses, defendendo a igualdade de gênero e os direitos das pessoas. Bergardo termina a resenha dizendo que lançar o clipe nesse mês, junho, mês do orgulho gay, faz todo sentido especialmente tendo três das icônicas drags na mistura. O POPLine publicou dizendo que "o clipe é muito forte e é uma grande celebração do poder feminino, além de promover a diversidade." Carl Smith do site "Heat World" diz "o clipe - que é essencialmente Ginger Spice na pura forma de um vídeo - vê as garotas abraçando suas personalidades individuais antes de se juntarem para "mijar" todo o patriarcado como uma força para o bem."

### Sinopse
O clipe da início com uma imagem de cidade de Nova York, seguindo de imagens de Perrie, Leigh-Anne, Jade e as Drag Queens e Jesy, logo após Perrie aprece cantando seu primeiro verso, atrás de uma Kombi todo estilizada no estilo hippie; logo após de Perrie é a vez de Jesy dar início ao seu verso, onde aparece como lider de uma gangue de motocicletas. Quando  Jade da início ao seu verso, ela aparece junto doas três Drag Queens, Alaska Thunderf*ck, Courtney Act e  Willam, participantes do RuPaul's Drag Race. No refrão da canção o vídeo possui flashes das integrantes do grupo cantando a música. Então seguimos para o segundo verso de Jesy que ainda aparece na frente de motocicletas enfileiradas a beira da calçada; no verso seguinte, o de Leigh-Anne, ela anda desfilando em uma calçada acompanhada de mais duas meninas. Na segunda vez em que o refrão toca, o grupo apareceu liderando uma marcha épica por uma rua, enquanto acontece a marcha o grime Stormzy aparece em um salão de beleza, onde mulheres cortam seu cabelo enquanto canta seu verso exaltando-as. De volta a marcha, as pessoas estão segurando placas que dizem "LOVE" e "girl power" e uma bandeira LGBT; as mães das meninas também se juntando à multidão ao final do vídeo.

## Em outras mídias
A canção fez parte da trilha sonora da vigésima sexta temporada da soap opera brasileira Malhação: Vidas Brasileiras. "Power" também foi uma das canções tema usadas no Royal Rumble (2018), promovido pela WWE.

## Performances ao vivo
A primeira performance ao vivo da canção, ocorreu no dia 21 de maio de 2017, na Summer Shout Out 2017, turnê de verão do grupo. A canção faz parte também da setlist da The Glory Days Tour. Little Mix iria performar a canção na final do Britain's Got Talent no dia 4 de junho, mas a performance foi cancelada por causa do show, One Love Manchester beneficente ao ataque a Manchester, Reino Unido. A canção foi a primeira a ser performada no Capital's FM Summertime Ball 2017

## Desempenho nas tabelas musicais
| Tabelas musicais (2017)                              | Melhor Posição |
| ---------------------------------------------------- | -------------- |
| Bélgica (Ultratip Flanders)                          | 20             |
| Escócia (Scottish Singles Chart)                     | 2              |
| União Europeia (Euro Digital Song Sales) (Billboard) | 11             |
| Filipinas (Philippine Hot 100)                       | 26             |
| França (SNEP)                                        | 182            |
| Indonésia (CreativeDisc Top 50)                      | 18             |
| Irlanda (Ireland Digital Song Sales) (Billboard)     | 5              |
| Irlanda (IRMA)                                       | 17             |
| Letônia (Latvijas Top 40)                            | 31             |
| Nova Zelândia Heatseekers (RMNZ)                     | 7              |
| Reino Unido (UK Digital Song Sales) (Billboard)      | 4              |
| Reino Unido (UK Singles Chart)                       | 6              |

## Certificações
| País        | Certificador | Certificações | Vendas    |
| ----------- | ------------ | ------------- | --------- |
| Brasil      | PMB          | 2× Platina    | 80,000    |
| Reino Unido | BPI          | 3× Platina    | 1,800,000 |

## Histórico de lançamento
| Região | Data               | Formato                    | Gravadora | Ref.   |
| ------ | ------------------ | -------------------------- | --------- | ------ |
| Mundo  | 26 de maio de 2017 | Streaming Download digital | Syco      | [ 37 ] |